# 3918 Brel
3918 Brel eller 1988 PE1 är en asteroid i huvudbältet som upptäcktes den 13 augusti 1988 av den belgiske astronomen Eric W. Elst vid Haute-Provence-observatoriet. Den är uppkallad efter den belgiske sångaren och regissören, Jacques Brel.
Asteroiden har en diameter på ungefär 6 kilometer.